# Símbolos (antropología)

Símbolo y jeroglífico ankh, de la antigua cultura en Egipto, que significa vida.

La antropología de los símbolos, busca conceptualizar los símbolos, según diferentes enfoques relacionados con la comprensión del poder, las relaciones sociales, y la epistemología. Aunque algunos estudiosos sostienen que las ideas estéticas deberían desempeñar un papel importante en la explicación arqueológica de los símbolos.
Estos estudios comprenden la visión procesual de los símbolos como elementos que representan la realidad, la visión estructuralista de los símbolos como vigas mentales que enmarcan una realidad cultural, y la visión posmoderna de los símbolos como fragmentos arbitrarios incorporados en la experiencia fenomenológica.
Los trabajos realizados han permitido concluir que: (a) cualquier consideración seria de la sociedad antigua requiere que se analicen sus símbolos; (b) el simbolismo humano es tan diverso (incluye estructuras cognitivas, íconos rituales, identidades como género, prestigio y etnicidad, conocimiento tecnológico e ideologías políticas) que se requieren múltiples enfoques para manejarlo adecuadamente; y (c) un problema importante en la arqueología de los símbolos es comprender cómo los tipos variados de símbolos se relacionan entre sí.
En 1954 Hawkes enunció su famoso postulado. "Sin textos escritos los arqueólogos pueden investigar la economía fácilmente, y en menor medida los sistemas políticos y sociales, pero en su mayor parte los símbolos prehistóricos y las ideas son inascibles." El enunciado de Hawkes fue esencialmente una formalización del sentido común, y su atractivo intuitivo ha ayudado a consagrarlo en la teoría arqueológica. Desde entonces, ha estado presente la idea que los símbolos son remotos, subjetivos y arqueológicamente inaccesibles, en contraste con las realidades "duras" del ambiente, la economía y la política. Sin embargo investigadores posteriores sostienen que los símbolos son más que un sistema de código que debe transmitir un significado, sino que son verdaderos contenedores de significado cultural per se.

## Evolución

Símbolo egipcio el ojo de Horus. Símbolo de características apotropaicas, es decir: mágicas, protectoras, purificadoras, sanadoras, símbolo solar que encarnaba el orden, lo imperturbado, el estado perfecto.

En las muchas etapas que componen la evolución, en la forma de comunicación humana, del desarrollo del lenguaje hablado a la escritura, los signos visuales representan la transición de la perspectiva visual, a través de las figuras y los pictogramas, a las señales abstractas. Sistemas de notación capaces de transmitir el significado de conceptos, palabras o sonidos simples.
Los signos y símbolos transmiten ideas en las culturas prealfabetizadas y prácticamente analfabetas. Pero su utilidad no es menor entre las verbalmente alfabetizadas: al contrario, es mayor. En la sociedad tecnológicamente desarrollada, con su exigencia de comprensión inmediata, los signos y símbolos son muy eficaces para producir una respuesta rápida. Su estricta atención a los elementos visuales principales y su simplicidad estructural, proporcionan facilidad de percepción y memoria.